# Pafiopedilum

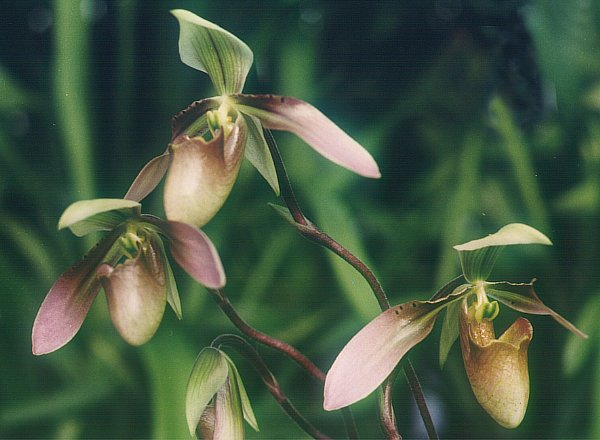
Paphiopedilum appletonianum

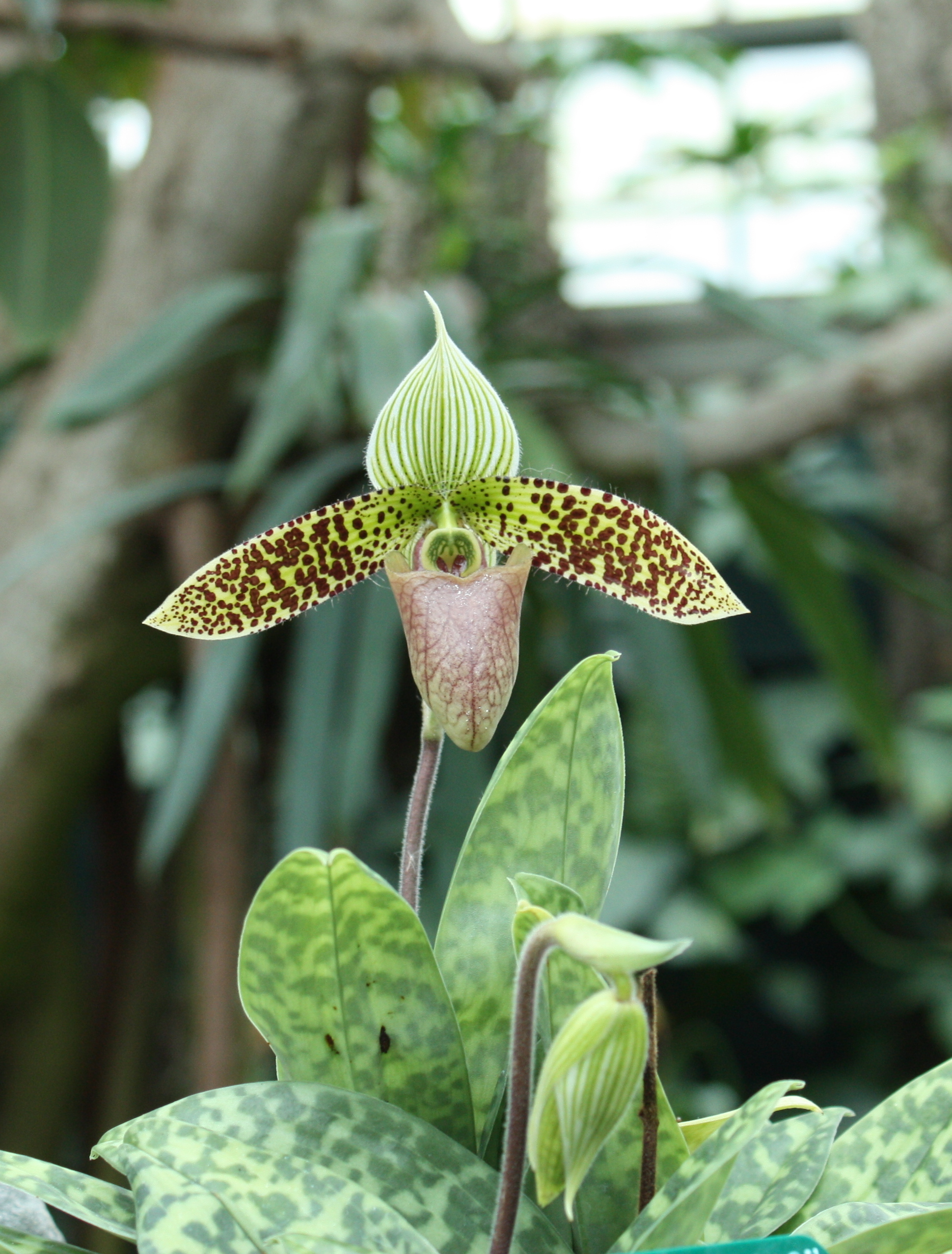
Paphiopedilum sukhakulii

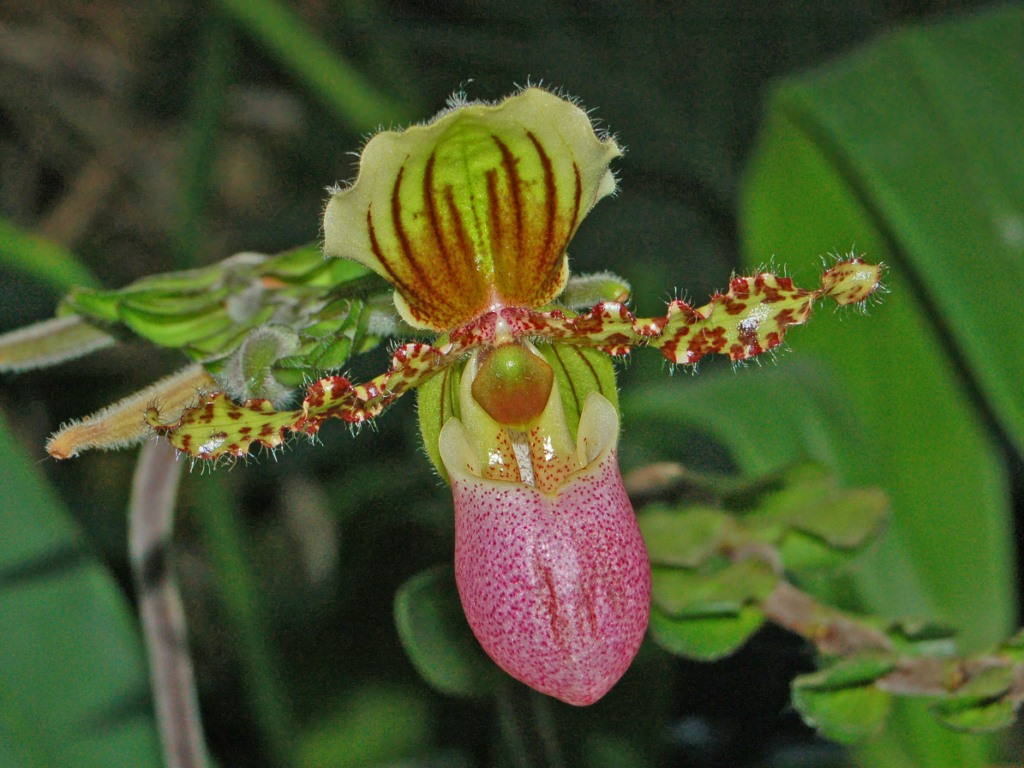
Paphiopedilum glaucophyllum

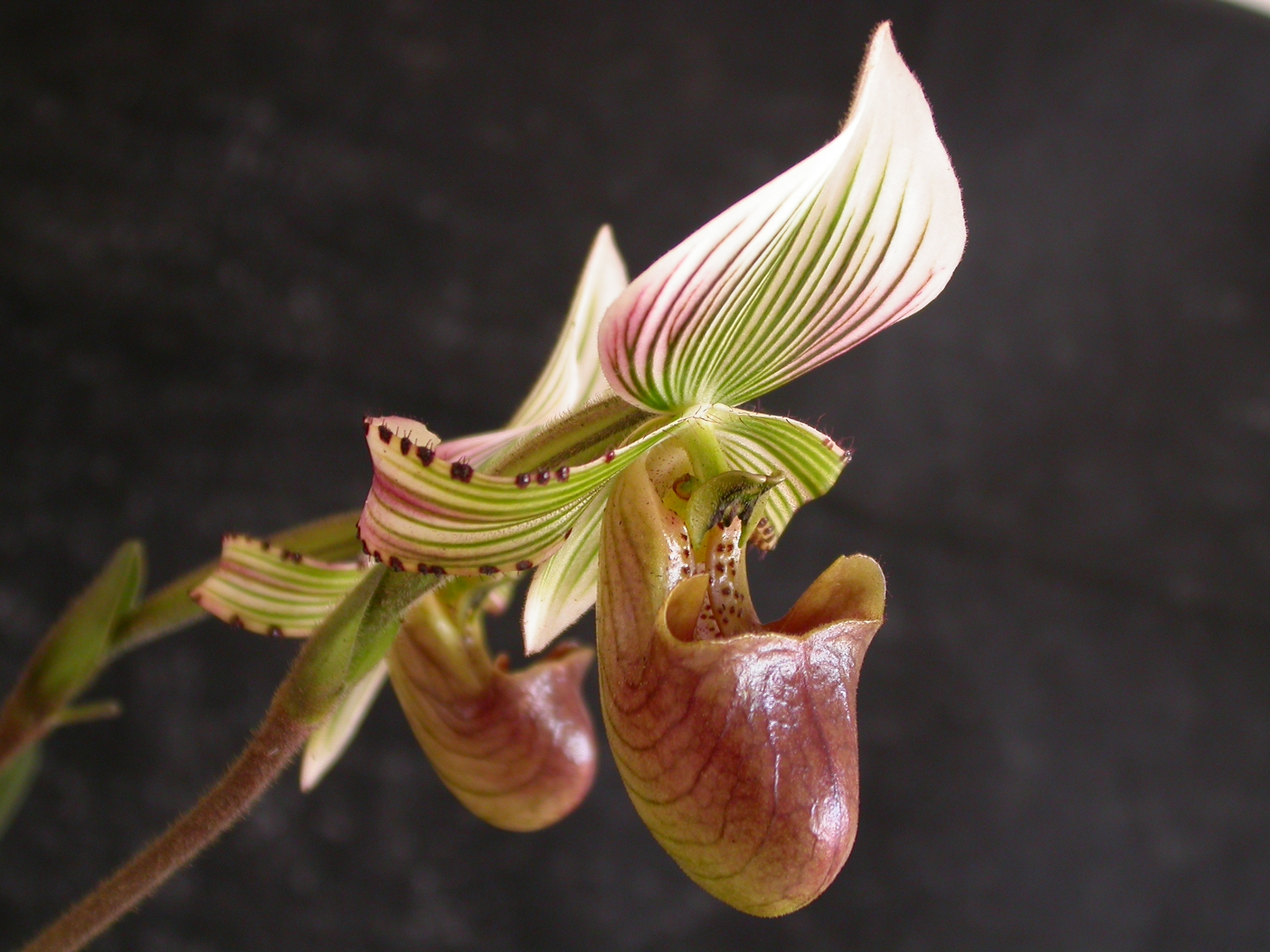
Paphiopedilum hennisianum

Pafiopedilum, sabotek (Paphiopedilum) – rodzaj roślin z rodziny storczykowatych (Orchidaceae). Liczy około 110 gatunków i około 35 hybryd występujących w południowo-wschodniej Azji, od Himalajów poprzez Półwysep Indochiński i Archipelag Sundajski aż po Nową Gwineę. Rośliny z tego rodzaju występują w różnych siedliskach, stąd wykazują znaczne zróżnicowanie budowy i przystosowań ekologicznych. Gatunki epifityczne rosną w wilgotnych lasach równikowych i wilgotnych lasach podzwrotnikowych. Poza tym dominują gatunki naziemne, choć są też i takie, które rosną na skałach różnego rodzaju (litofity). Rośliny z rodzaju Pafiopedilum należą współcześnie do najbardziej rozpowszechnionych roślin pokojowych.

## Morfologia
PokrójStorczyki o wzroście sympodialnym, ale pozbawione pseudobulw. Łodygi są skrócone, a z obu ich stron wyrasta kilka liści ułożonych w wachlarz.
KorzenieMięsiste (mają co najmniej 2 mm średnicy), słabo rozgałęzione i rozpościerające się poziomo na odległość do 60 cm od pędu. Są brązowe i pokryte gęstymi włoskami.
LiścieMięsiste, wyrastają w dwóch naprzeciwległych rzędach. U roślin rosnących w klimacie umiarkowanym i chłodnym liście są zielone lub szarozielone. U roślin z klimatów cieplejszych są często marmurkowe – mają różnobarwne plamy na powierzchni.
KwiatyPojedynczo lub po kilka w gronach na szczycie łodygi. Górny, żywo zabarwiony zwykle listek zewnętrznego okółka ma kształt szerokojajowaty i wznosi się nad warżką. Dwa pozostałe listki okółka zewnętrznego są zrośnięte i znajdują się za warżką, która jest charakterystycznie workowato rozdęta. Boczne dwa listki okółka wewnętrznego są odchylone na bok lub nieznacznie opadają. Bywają na brzegach opatrzone włoskami lub brodawkami. Prętosłup zwieńczony jest tarczowatym prątniczkiem, za którym znajdują się dwa płodne pręciki (kwiat diandryczny). Znamię znajduje się na szczycie kolumny. Zalążnia jest jednokomorowa.
Rodzaje podobneFragmipedium (Phragmipedium) ma zalążnię podzieloną na trzy komory i występuje w Ameryce Południowej i Środkowej. Obuwik (Cypripedium) ma okwiat zasychający, a nie odpadający i występuje w strefie klimatu umiarkowanego.

## Systematyka
Pozycja systematyczna według Angiosperm Phylogeny Website (aktualizowany system APG III z 2009)
Jeden z pięciu rodzajów podrodziny obuwikowych (Cypripedioideae) stanowiącej grupę siostrzaną dla kladu obejmującego storczykowe (Orchidoideae) i epidendronowe (Epidendroideae) w obrębie storczykowatych (Orchidaceae), będących kladem bazalnym w rzędzie szparagowców (Asparagales) w obrębie jednoliściennych. Dawniej rośliny tego rodzaju zaliczano do rodzaju Cypripedium.
Podział rodzaju
W zależności od ujęcia wyróżnia się 8 lub więcej podrodzajów.
Wykaz gatunków
- Paphiopedilum acmodontum M.W.Wood
- Paphiopedilum adductum Asher
- Paphiopedilum agusii Cavestro
- Paphiopedilum anitanum Cavestro
- Paphiopedilum appletonianum (Gower) Rolfe
- Paphiopedilum areeanum O.Gruss
- Paphiopedilum argus (Rchb.f.) Stein
- Paphiopedilum armeniacum S.C.Chen & F.Y.Liu
- Paphiopedilum ayubianum (O.Gruss & Roeth) Koop. & O.Gruss
- Paphiopedilum barbatum (Lindl.) Pfitzer
- Paphiopedilum barbigerum Tang & F.T.Wang
- Paphiopedilum bellatulum (Rchb.f.) Stein
- Paphiopedilum braemii H.Mohr
- Paphiopedilum bullenianum (Rchb.f.) Pfitzer
- Paphiopedilum bungebelangi Metusala
- Paphiopedilum callosum (Rchb.f.) Stein
- Paphiopedilum canhii Aver. & O.Gruss
- Paphiopedilum charlesworthii (Rolfe) Pfitzer
- Paphiopedilum ciliolare (Rchb.f.) Stein
- Paphiopedilum coccineum Perner & R.Herrm.
- Paphiopedilum concolor (Lindl. ex Bateman) Pfitzer
- Paphiopedilum cornuatum Z.J.Liu, O.Gruss & L.J.Chen
- Paphiopedilum dayanum (Robert Stone ex J.Dix) Stein
- Paphiopedilum delenatii Guillaumin
- Paphiopedilum dianthum Tang & F.T.Wang
- Paphiopedilum dodyanum Cavestro
- Paphiopedilum druryi (Bedd.) Stein
- Paphiopedilum emersonii Koop. & P.J.Cribb
- Paphiopedilum exul (Ridl.) Rolfe
- Paphiopedilum fairrieanum (Lindl.) Stein
- Paphiopedilum fowliei Birk
- Paphiopedilum gigantifolium Braem, M.L.Baker & C.O.Baker
- Paphiopedilum glanduliferum (Blume) Stein
- Paphiopedilum glaucophyllum J.J.Sm.
- Paphiopedilum godefroyae (God.-Leb.) Stein
- Paphiopedilum gratrixianum Rolfe
- Paphiopedilum hangianum Perner & O.Gruss
- Paphiopedilum haynaldianum (Rchb.f.) Stein
- Paphiopedilum helenae Aver.
- Paphiopedilum hennisianum (M.W.Wood) Fowlie
- Paphiopedilum henryanum Braem
- Paphiopedilum herrmannii F.Fuchs & H.Reisinger
- Paphiopedilum hirsutissimum (Lindl. ex Hook.) Stein
- Paphiopedilum hookerae (Rchb.f.) Stein
- Paphiopedilum inamorii P.J.Cribb & A.Lamb
- Paphiopedilum insigne (Wall. ex Lindl.) Pfitzer
- Paphiopedilum intaniae Cavestro
- Paphiopedilum jackii H.S.Hua
- Paphiopedilum javanicum (Reinw. ex Lindl.) Pfitzer
- Paphiopedilum kolopakingii Fowlie
- Paphiopedilum lawrenceanum (Rchb.f.) Pfitzer
- Paphiopedilum leucochilum (Rolfe) Fowlie
- Paphiopedilum liemianum (Fowlie) K.Karas. & K.Saito
- Paphiopedilum lowii (Lindl.) Stein
- Paphiopedilum lunatum Metusala
- Paphiopedilum malipoense S.C.Chen & Z.H.Tsi
- Paphiopedilum mastersianum (Rchb.f.) Stein
- Paphiopedilum micranthum Tang & F.T.Wang
- Paphiopedilum moquetteanum (J.J.Sm.) Fowlie
- Paphiopedilum myanmaricum Koop., Iamwir. & S.Laohap.
- Paphiopedilum nataschae Braem
- Paphiopedilum niveum (Rchb.f.) Stein
- Paphiopedilum notatisepalum Z.J.Liu, Meina Wang & S.R.Lan
- Paphiopedilum ooii Koop.
- Paphiopedilum papilio-laoticus Schuit., Luang Aphay & Iio
- Paphiopedilum papuanum (Ridl.) L.O.Williams
- Paphiopedilum parishii (Rchb.f.) Stein
- Paphiopedilum parnatanum Cavestro
- Paphiopedilum philippinense (Rchb.f.) Stein
- Paphiopedilum platyphyllum T.Yukawa
- Paphiopedilum primulinum M.W.Wood & P.Taylor
- Paphiopedilum purpuratum (Lindl.) Stein
- Paphiopedilum qingyongii Z.J.Liu & L.J.Chen
- Paphiopedilum randsii Fowlie
- Paphiopedilum richardianum Asher & Beaman
- Paphiopedilum robinsonianum Cavestro
- Paphiopedilum rohmanii Cavestro & O.Gruss
- Paphiopedilum rothschildianum (Rchb.f.) Stein
- Paphiopedilum rungsuriyanum O.Gruss, Rungruang, Chaisur. & Dionisio
- Paphiopedilum sallieri (God.-Leb.) Stein
- Paphiopedilum sanderianum (Rchb.f.) Stein
- Paphiopedilum sangii Braem
- Paphiopedilum schoseri Braem & H.Mohr
- Paphiopedilum spicerianum (Rchb.f.) Pfitzer
- Paphiopedilum stenolomum Z.J.Liu, O.Gruss & L.J.Chen
- Paphiopedilum stonei (Hook.) Stein
- Paphiopedilum sugiyamanum Cavestro
- Paphiopedilum sukhakulii Schoser & Senghas
- Paphiopedilum supardii Braem & Löb
- Paphiopedilum superbiens (Rchb.f.) Stein
- Paphiopedilum thaianum Iamwir.
- Paphiopedilum tigrinum Koop. & N.Haseg.
- Paphiopedilum tonsum (Rchb.f.) Stein
- Paphiopedilum tranlienianum O.Gruss & Perner
- Paphiopedilum trungkienii (Aver., O.Gruss, C.X.Canh & N.H.Tuan) Aver., O.Gruss & Koop.
- Paphiopedilum urbanianum Fowlie
- Paphiopedilum vejvarutianum O.Gruss & Roellke
- Paphiopedilum venustum (Wall. ex Sims) Pfitzer
- Paphiopedilum victoria-mariae (Sander ex Rolfe) Rolfe
- Paphiopedilum victoria-regina (Sander) M.W.Wood
- Paphiopedilum vietnamense O.Gruss & Perner
- Paphiopedilum villosum (Lindl.) Stein
- Paphiopedilum violascens Schltr.
- Paphiopedilum wardii Summerh.
- Paphiopedilum wenshanense Z.J.Liu & J.Yong Zhang
- Paphiopedilum wentworthianum Schoser & Fowlie
- Paphiopedilum wilhelminae L.O.Williams
- Paphiopedilum xichouense Z.J.Liu & S.C.Chen
- Paphiopedilum zulhermanianum Cavestro

Mieszańce międzygatunkowe
- Paphiopedilum × ailaoshanense B.Liu & S.P.Chen B.Liu & S.P.Chen
- Paphiopedilum × aspersum Aver. Aver.
- Paphiopedilum × burbidgei (Rchb.f.) Pfitzer (Rchb.f.) Pfitzer
- Paphiopedilum × cribbii Aver. Aver.
- Paphiopedilum × crossianum (Rchb.f.) Stein (Rchb.f.) Stein
- Paphiopedilum × dalatense Aver. Aver.
- Paphiopedilum × deleonii Cabactulan, Cootes, Pimentel & Dionisio Cabactulan, Cootes, Pimentel & Dionisio
- Paphiopedilum × dixlerianum Braem & Chiron Braem & Chiron
- Paphiopedilum × expansum J.T.Atwood J.T.Atwood
- Paphiopedilum × fanaticum Koop. & N.Haseg. Koop. & N.Haseg.
- Paphiopedilum × frankeanum Rolfe Rolfe
- Paphiopedilum × glanzii O.Gruss & Perner O.Gruss & Perner
- Paphiopedilum × grussianum H.S.Hua H.S.Hua
- Paphiopedilum × huangrongshuanum Petchl. & O.Gruss Petchl. & O.Gruss
- Paphiopedilum × kimballianum (Rchb.f.) Rolfe (Rchb.f.) Rolfe
- Paphiopedilum × leeanum O.Gruss O.Gruss
- Paphiopedilum × littleanum (Anon.) Rolfe (Anon.) Rolfe
- Paphiopedilum × lushuiense Z.J.Liu & S.C.Chen Z.J.Liu & S.C.Chen
- Paphiopedilum × mattesii Pittenauer ex Roeth & O.Gruss Pittenauer ex Roeth & O.Gruss
- Paphiopedilum × nitens (Rchb.f.) Stein (Rchb.f.) Stein
- Paphiopedilum × petchleungianum O.Gruss O.Gruss
- Paphiopedilum × polystigmaticum (Rchb.f.) Stein (Rchb.f.) Stein
- Paphiopedilum × powellii Christenson Christenson
- Paphiopedilum × pradhanii Pradhan Pradhan
- Paphiopedilum × sanjiangianum Petchl. & O.Gruss Petchl. & O.Gruss
- Paphiopedilum × schlechterianum O.Gruss O.Gruss
- Paphiopedilum × shipwayae Rolfe Rolfe
- Paphiopedilum × siamense (Rolfe) Rolfe (Rolfe) Rolfe
- Paphiopedilum × sinovillosum Z.J.Liu & S.C.Chen Z.J.Liu & S.C.Chen
- Paphiopedilum × tamphianum Aver. & O.Gruss Aver. & O.Gruss
- Paphiopedilum × undulatum Z.J.Liu & S.C.Chen Z.J.Liu & S.C.Chen
- Paphiopedilum × vietenryanum O.Gruss & Petchl. O.Gruss & Petchl.
- Paphiopedilum × wuliangshanicum Z.J.Liu, O.Gruss & L.J.Chen Z.J.Liu, O.Gruss & L.J.Chen
- Paphiopedilum × yingjiangense Z.J.Liu & S.C.Chen Z.J.Liu & S.C.Chen